# John Fleming (přírodovědec)
John Fleming (10. ledna 1785 – 18. listopadu 1857) byl skotský zoolog a geolog.
Fleming byl autorem díla The Philosophy of Zoology (1822) a A History of British Animals (1828). Fleming též napsal dílo Insecta In: Supplement to the fourth, fifth and sixth editions of the Encyclopae-dia Britannica, with preliminary dissertations on the history of the sciences (1821) (dodatek k encyklopedii Brittanica).